# Audra McDonald
Audra Ann McDonald (sinh ngày 3 tháng 7 năm 1970) là một nữ diễn viên, ca sĩ người Mỹ.

## Danh sách phim

### Điện ảnh
| Năm  | Tên                         | Vai                 | Ghi chú |
| ---- | --------------------------- | ------------------- | ------- |
| 1996 | Seven Servants              |                     |         |
| 1998 | The Object of My Affection  |                     |         |
| 1999 | Cradle Will Rock            |                     |         |
| 2003 | It Runs in the Family       | Sarah Langley       |         |
| 2004 | The Best Thief in the World | Ruth                |         |
| 2011 | Rampart                     | Sarah               |         |
| 2015 | Ricki and the Flash         | Maureen             |         |
| 2017 | Beauty and the Beast        | Madame de Garderobe |         |
| 2017 | Hello Again                 |                     |         |